# 4653 Tommaso
4653 Tommaso eller 1976 GJ2 är en asteroid i huvudbältet som upptäcktes den 1 april 1976 av den rysk-sovjetiske astronomen Nikolaj Tjernych vid Krims astrofysiska observatorium på Krim. Den har fått sitt namn efter Tommaso Campanella.
Asteroiden har en diameter på ungefär 7 kilometer.